# Can Dardanyà
Can Dardanyà és una obra de Teià (Maresme) inclosa a l'Inventari del Patrimoni Arquitectònic de Catalunya.

## Descripció
Edifici aïllat situat al nucli urbà de Teià. Conjunt format per una casa, un jardí i una capella. La casa consta de planta baixa i un sol pis i té una coberta de dos vessants amb el carener paral·lel a la façana principal. La façana principal s'avança amb una terrassa al pis superior i un porxo a la planta baixa.
Està coronada per un frontó de formes irregulars decorat amb una sèrie d'esgrafiats amb motius florals i dates amb números romans. La planta baixa té una porta central amb les cantoneres arrodonides i uns pilars que sostenen la terrassa superior. El pis superior compta amb tres finestrals verticals per accedir a la terrassa.
Destaquen dos fumerals que sobresurten per alçada.

## Història
Es tracta d'una construcció del segle XIX reformada del segle XX.